# Comunità montana Alta Valle Elvo
La Comunità montana Alta Valle Elvo è un'ex comunità montana della regione Piemonte.

## Storia
L'ente, costituitosi nel 2003, è stato soppresso nel 2009 ed è confluito, insieme alla Comunità montana Bassa Valle Elvo, nella nuova Comunità montana Valle dell'Elvo. Essa riguardava una parte della valle del torrente Elvo, che scorre nel territorio piemontese, interessando la provincia di Biella.
Il suo territorio includeva i comuni di:
- Donato
- Graglia
- Magnano
- Muzzano
- Netro
- Occhieppo Superiore
- Pollone
- Sala Biellese
- Sordevolo
- Torrazzo
- Zimone
- Zubiena

La sede dell'ente era a Graglia